# Pedagogía musical
La pedagogía musical trata la relación entre la música y el ser humano.
En las civilizaciones más antiguas (India, China, Egipto y en tantas otras no documentadas), la música estaba ligada a funciones de gran importancia en las ceremonias; su enseñanza estaba controlada por las más altas autoridades civiles o religiosas. Las perspectivas de la educación, de la formación, de la enseñanza y del aprendizaje forman parte de la pedagogía musical. En la pedagogía musical debe distinguirse la enseñanza teórica de la enseñanza práctica.

## Introducción
Solo una parte de la ciencia de la pedagogía musical abarca la didáctica de la asignatura de música, impartida en los colegios e institutos como cultura general. Otras áreas son la pedagogía musical elemental, la superior y la pedagogía comparada, que se ocupa de la música y de su enseñanza en diferentes países.
En la didáctica musical, se consideran básicas una serie de cuestiones: para qué se enseña música, qué contenidos y temas son los más importantes para organizarlos en su enseñanza y sobre todo en las situaciones de aprendizajes y de qué forma y con qué métodos se puede optimizar la enseñanza. Esto último se denomina metodología de la enseñanza musical.
Por otro lado, la pedagogía musical es parte de la pedagogía general. Los conocimientos científicos de la pedagogía general son muy importantes y validados (o no) para la musical. Esta última puede tener algunas diferencias ya que trata de la enseñanza y del aprendizaje del código musical (sonidos) en relación con las imágenes (luces) y/o con el movimiento (geometrías). Muchos de estos conocimientos provienen de investigaciones en las ciencias de la educación y de la aplicación de investigaciones en educación musical.
Asimismo, otras disciplinas como la psicología, la sociología, la antropología, la medicina, la musicología, la historia y la pedagogía artística proporcionan métodos y conocimientos importantes para la pedagogía musical.

## Competencias
La pedagogía musical reviste tres grandes competencias:
1. La percepción o apreciación musical que aborda el acceso al conocimiento a través de un proceso de aprendizaje de afuera hacia adentro con los objetos sonoros que el humano puede oír, escuchar, memorizar, verbalizar, analizar,... desde un rol de receptor de secuencias sonoras (ruidos, paisajes sonoros, informaciones,...) o de secuencias musicales (combinaciones sonoras vocales o instrumentales).
2. La interpretación o ejecución musical que permite el acceso al conocimiento musical a través de la memoria, de la imitación, de la mímesis, de la música instrumentada o cantada de oído, o repetida a través de la lectura a primera vista (primer encuentro con la partitura) o de la lectura ensayada (después de varios ensayos) desde un rol de receptor y emisor al mismo tiempo.
3. La creatividad musical que desarrolla el acceso al conocimiento musical a través de un proceso de aprendizaje de dentro hacia afuera con improvisaciones vocales o instrumentales (creación en tiempo real) o con composiciones (creación en tiempo virtual) desde un rol de emisor.

## Investigación
Metodológicamente, la investigación de la pedagogía musical se divide en tres áreas:
1. La investigación histórica analiza el desarrollo de la educación musical en distintas etapas de la historia. Algunas de las áreas que abarca son la historia de las ideas, de las instituciones, de la investigación, de la ciencia y de los conceptos.
2. La investigación sistemática estudia los objetivos de la pedagogía musical, de sus valores y normas, de sus condicionamientos sociales y de su sentido, apoyándose en la teología, la filosofía y la pedagogía.
3. El enfoque empírico-analítico intenta describir, aclarar y mejorar los procesos del aprendizaje musical.

Existen infinidad de estudios, como las recientes investigaciones sobre los efectos de transferencia de la pedagogía musical. Este último enfoque no trata el ámbito musical en sí, sino los efectos que produce en la personalidad y en la identidad de las personas. Los estudios a largo plazo intentan demostrar que la práctica y la educación musical fomentan las habilidades cognitivas, creativas, estéticas, sociales, emocionales y psicomotrices.
Según los nuevos estudios interdisciplinares de los ámbitos de la investigación cerebral, la psicología y la pedagogía, se puede suponer, por ejemplo, que el contacto con la música es más efectivo, eficaz y tiene más sentido si tiene lugar en las etapas más tempranas de la vida y en todos los niveles de su aprendizaje.
La hermenéutica intenta comprender la realidad actual de la práctica de la pedagogía musical e interpretarla desde el marco de su desarrollo histórico. No obstante, la base de esta investigación es el contacto artístico-práctico, teórico-analítico e histórico con la música. Sin aptitudes ni conocimientos musicales, a la investigación le faltaría la base.
El punto de partida de un estudio podría ser la pregunta ¿qué es la música? Otras preguntas clave son: ¿cómo funciona?, ¿qué significa?, ¿qué función tiene? Sin su respuesta, no se puede decir cuál es la mejor forma de transmitir o impartir la música.
Junto a la formación de las habilidades musicales prácticas, como cantar o tocar un instrumento, ha adquirido importancia en la pedagogía musical el concepto de formación estética. En este contexto se considera la música como una comprensión del mundo, como cultura, como lenguaje y como sentido de la vida. La formación musical solo es posible – según la opinión de los pedagogos musicales − cuando se vive una experiencia musical. Saber de música implica practicarla, sentirla (escucharla) y reflexionar sobre ella: hay que entenderla.

## Campos
- Pedagogía instrumental: Se ocupa de la enseñanza instrumental en los centros de enseñanza básica, escuelas de música y centros privados. Puede ser en grupo o en clases individuales, tanto para adultos como para niños. Otros aspectos pertenecientes al campo de la psicología pedagógica son el miedo escénico, la motivación, la relación profesor/alumno o las prácticas en conjunto. La investigación se ocupa además del desarrollo de las características específicas de cada instrumento, como por ejemplo, de la didáctica del piano, del violín, etc.
- Pedagogía vocal: Engloba la enseñanza del canto, el canto en coro y, en general, todo lo relacionado con esta área tanto dirigido a niños como a adultos. Este campo engloba a su vez, entre otros, la fisiología vocal (que se ocupa de la constitución de la voz), la metodología de dirección de coro y la formación vocal (en grupos o por separado).

## Áreas especiales
En la pedagogía musical existen además enfoques terapéuticos, que se agrupan en un campo denominado terapia musical. La música se aplica tanto de forma pasiva como activa para lograr efectos terapéuticos, y es así porque la música puede estimular las emociones, regular las tensiones así como potenciar la interacción social y la capacidad de sentir.

## Otros objetivos
La música es un buen medio para potenciar las características positivas de la personalidad de cada uno: fomenta la extraversión, el compañerismo, la sensibilidad musical, la estabilidad emocional en el escenario y la inteligencia al interpretar una obra musical.
La relación con la música puede contribuir a que los niños y los jóvenes sean capaces de ver su propia perspectiva desde el punto de vista de los demás. En la práctica musical uno puede aprender a relativizar su postura introduciéndola en el contexto musical.

## La música en el ser humano
El término música tiene su origen en el latín “musica” que a su vez deriva del término griego “μουσική” (mousiké) y que hacía referencia a la educación del espíritu. Técnicamente, la música es un complejo sistema de sonidos, melodías y ritmos. El resultado de este orden resulta lógico, coherente y agradable al oído. En palabras de Rousseau “La música es el Arte de combinar sonidos de una manera agradable al oído.” En su sentido más amplio, la música nace con el ser humano, y ya estaba presente, según algunos estudiosos, mucho antes de la extensión del ser humano por el planeta, hace más de 50 000 años. Es por tanto una manifestación cultural universal. Según explican ciertas teorías, su origen tuvo lugar a partir de intentar imitar los sonidos que existían en la naturaleza y sonidos provenientes de la parte interna del ser humano, como el latido del corazón.
La música está formada por tres elementos esenciales:
- Ritmo. El tiempo de duración de cada uno de los sonidos y los patrones que estos generan; es quizá el más antiguo elemento de la música.
- Melodía. Orden de los sonidos en una secuencia.
- Armonía. Técnica para enlazar acordes.

Considerando que la música nace con el ser humano podemos acertar que constituye una necesidad elemental del mismo. Desde los primeros balbuceos se hace la música. Las personas cantamos cuando estamos enamorados, cuando estamos tristes, cuando estudiamos, cuando descansamos, cuando caminamos, cuando trabajamos, cuando rezamos. Permite, por tanto, y de muchas maneras, canalizar esos sentimientos y  aliviar las penas o crecer su alegría, dependiendo del caso. Violeta Hemsy de Gainza, Presidenta Honoraria del FLADEM (Foro Latinoamericano de Educación Musical) cita:"La música es un lenguaje universal, histórico, que hay que conocerlo y que se puede usar para ir al encuentro de las necesidades: exclusión, droga y desigualdad social."
Siendo un elemento tan natural dentro de la vida del hombre, se sabe que utilizarla y desarrollarla en el ser humano, trae consigo resultados muy favorables, maravillosos e impresionantes; no solo dentro del ámbito artístico o para lograr la apreciación musical sino que desarrolla habilidades intelectuales y sociales útiles en la vida cotidiana, especialmente para el aprendizaje.
“La música prepara al cerebro para formas elevadas de pensamiento”  Robert Lake (2002, párrafo 1).
"Gracias a la práctica musical, las conexiones neuronales dentro del cerebro se reorganizan, aumentando las conexiones entre los dos hemisferios, la plasticidad del cerebro y potenciando el aprendizaje de habilidades que normalmente consideraríamos propias de otras áreas, tales como las matemáticas y el lenguaje". Según Mauricio Giordanelli R en su obra: "La Música en la Educación" de acuerdo a investigaciones, se ha observado que los estudiantes que reciben lecciones de música discriminan mejor el lenguaje que aquellos estudiantes que no toman música. Las investigaciones también demuestran que los estudiantes de secundaria que obtienen los mejores resultados son los estudiantes de música” (Luehrsen citado por Delisio, 2007, traducción del autor).
Como se ha citado arriba, las personas aprenden por medio de la música, ese sistema de sonidos estimula ciertas conexiones y sitios en el cerebro que permiten la mejor apreciación del lenguaje, desarrollan la memoria y activa sitios donde se hacen cálculos matemáticos.
“La participación en actividades musicales puede ayudar a los niños a optimizar su potencial al mejorar sus habilidades en una variedad de áreas esenciales de aprendizaje —tales como razonamiento y resolución de problemas, matemáticas y lenguaje, pensamiento literal y memoria, administración del tiempo y elocuencia, habilidades sociales y de trabajo en equipo— eso sin mencionar el impacto que la música puede tener para transformar la vida de un niño” David Hobson (2009, p.49).
Hay extensas evidencias del poder que tiene la música como método de enseñanza y la proyección que ejerce su ejecución dentro de la vida de las personas. Se puede afirmar que complementar la formación académica convencional con formación musical dirigida, se puede potenciar los resultados académicos e impactar positivamente sobre el desarrollo intelectual, personal y moral de los estudiantes y las personas en general. Debemos tener presente su valor y utilizarla en pro de nosotros mismos y dentro de la comunidad en donde trabajamos.[cita requerida]
A los métodos clásicos de enseñanza del lenguaje musical impartida en conservatorios, se han sumado en las últimas décadas, nuevos métodos de pedagogía musical activa. Estos métodos se centran en la participación activa del alumno para desarrollar sus conocimientos de lenguaje musical.
Los principales métodos de pedagogía musical activa son:
- Método Dalcroze: Este método está en contra de la memorización y la repetición teórica. La experimentación con movimiento, canciones e instrumentos en el aula sirve como vehículo para aprender la teoría.
- Método Kodaly: Utiliza el solfeo relativo (sea cual sea la tonalidad de una partitura, la tónica siempre se llamará Do). Este método incluye la fononimia (canto mediante signos), lo que transforma el lenguaje musical en una herramienta integradora.
- Método Martenot: Este método separa la entonación del ritmo, convirtiéndose en un método de repentización. Busca transmitir los conocimientos teóricos de forma activa y mediante juegos musicales.
- Método Willems: Parte de la premisa de que el aprendizaje musical se realiza de la misma manera que el de la lengua materna. Busca que los alumnos aprendan a amar la música de cualquier estilo y época a la vez que se desarrolla la imaginación, expresión, habilidades sociales, etc.
- Método Montessori: Plantea que los alumnos sean autónomos y autosuficientes mientras que los profesores de música sean simples guías encargados de ayudar y supervisar.
- Método Orff: Se basa en la relación existente entre ritmo y lenguaje. A partir de aquí surgen ejercicios y juegos que desarrollan la capacidad de improvisación y creatividad del alumnado. Es un método con muy buena acogida en el mundo de la musicoterapia.
- Método Suzuki: Parte de la premisa de que todo niño es capaz de aprender en el entorno adecuado, a partir de ahí, los niños aprenden unos de otros, de forma gradual y a su propio ritmo.

## La música en edades tempranas
La música siempre se ha considerado muy importante para el desarrollo de los seres humanos, y son muchos los estudios que afirman la importancia en los primeros años de vida de ésta. Desde el siglo XIX, la música es considerada como que debe abarcar al hombre en toda su totalidad. Es por esto que se ha estudiado desde hace varios siglos y destacando a la música como un elemento fundamental para el desarrollo de los niños.
Generalmente pensamos en la música como algo creado por los hombres como simple entretenimiento, pero sin saberlo nos puede llegar a hacer más inteligentes. Desarrollar las habilidades musicales realmente nos ayuda a mejorar la capacidad de aprendizaje en disciplinas como el lenguaje, matemáticas o ciencias.
Antes de nacer de la barriga de nuestra madre, ya estamos en contacto con sonidos del ambiente que nos rodea, de nuestra madre, padre, etc. Por lo que estamos en continuo desarrollo con distintos sonidos, desde simples percusiones hasta instrumentos musicales, además de si nuestra madre canta o escucha música. Algunos autores “consideran que los niños/as deben escuchar música incluso antes de su nacimiento” (Pascual, 2011, p52).
Desde las primeras etapas del desarrollo los niños emiten respuestas a los estímulos musicales que reciben, ya que el oído es el primer órgano sensorial que se desarrolla dentro del útero; el feto oye, reacciona al sonido y aprende de él” (Pascual, 2011) Y el niño aprende a distinguir entre sonidos que provienen de la madre y sonidos que provienen del exterior.
El papel que desarrollan los padres en el bebé en los primeros años de vida es fundamental para acercar al niño a  la música y que desarrolle una capacidad auditiva. El bebé reacciona ante sonidos produciendo respuestas y cambios según los sonidos que emitan. Es por esto que la importancia de la educación sensorial cobra una especial importancia, porque el niño empieza a interactuar y a desarrollar su pensamiento a través de los sentidos y las sensaciones, y a través de la música cómo el niño empieza a descubrir y aprender todo aquello. Al cumplir los tres meses, son capaces de recordar y reconocer la música, haciendo una selección de lo que ha escuchado antes.
La música significa para los niños un aumento de la capacidad de la memoria, atención y concentración, estimula la imaginación, y cabe destacar que fomenta la creatividad, que es un rasgo muy importante en esta etapa, ya que la improvisación y creación que aporta la música al niño ofrece una visión de la realidad y le permite conocerla.
La música en las edades tempranas significa un modo de aprendizaje, disfrute y expresión para estos individuos. Con ella los niños aprenden a través del juego, ya que usarlo en esta etapa es totalmente lúdico (Barbarroja, 2007).
Liberar dopamina en el cerebro, crear estímulos que enciendan el circuito cerebral subcortical del sistema límbico, activar los estímulos emocionales, mejorar el funcionamiento cognitivo y el aprendizaje, además de la interacción social, el desarrollo de habilidades individuales, sociales, cooperativas y aumentar la creatividad o la autoestima son algunos de los principales beneficios que genera en el cerebro la música. “La música potencia habilidades cognitivas y desarrolla el cerebro de los niños desde su más tierna infancia” (John R. Iversen).

### El síndrome de Williams
El síndrome de Williams es una enfermedad genética que afecta a muchas partes del cuerpo, pero se caracteriza por tener una orientación prosocial exagerada al mundo. Su coeficiente intelectual suele ser mucho más bajo que el de la población en general, y tienen grandes dificultades las habilidades visoespaciales. En el 75% de los casos tienen un retraso psicomotor, disconformismo facial característico y un perfil cognitivo y conductual específico. La hipersociabilidad es la característica más marcada en el síndrome de Williams, y a menudo son descritos como personas sumamente alegres, que se relacionan con extraños fácilmente, y se concentran mucho en el contacto visual con los demás. 
Las personas con síndrome de Williams muestran una disminución general del volumen cerebral, y sin embargo las regiones del lóbulo temporal son mayores mientras que la amígdala está disminuida. Parece que su amígdala es más reactiva que los controles a diversos eventos sociales (Hass et al, 2009). La oxitocina, así como la dopamina, pueden estar elevadas cuando se escucha música.
Estos niños presentan una hipersensibilidad al ruido y habilidades musicales. Varios estudios han demostrado un mayor gusto por la música en estos individuos que en personas de la misma edad sin este síndrome. Los pacientes con síndrome de Williams se involucran fácilmente en la música, mientras que los pacientes autistas muestran una percepción disminuida de la emoción de la música (Levitin y Bellugi, 2006). La característica hiper-social se superpone a una tendencia hacia el compromiso hiper-musical. Este compromiso incluye mayor frecuencia en la búsqueda de la música, su reproducción y las respuestas emocionales a esta. La sensibilidad al sonido es una característica de estos individuos.

## La música y sus efectos en el desarrollo del cerebro
Las investigaciones que se han referido al efecto de la música sobre el cerebro infantil, han coincidido en que ésta provoca una activación de la corteza cerebral, específicamente las zonas frontal y occipital, implicadas en el procesamiento espaciotemporal. Asimismo al evaluar los efectos de la música a través de registros de electroencefalogramas, se ha encontrado que la música origina una actividad eléctrica cerebral tipo alfa. Todo lo anterior se traduce en lo siguiente: la música (sobre todo la música clásica, de Mozart) provoca:
- Aumento en la capacidad de memoria, atención y concentración de los niños.
- Mejora la habilidad para resolver problemas matemáticos y de razonamiento complejos.
- Es una manera de expresarse.
- Introduce a los niños a los sonidos y significados de las palabras y fortalece el aprendizaje.
- Brinda la oportunidad para que los niños interactúen entre sí y con los adultos.
- Estimula la creatividad y la imaginación infantil.
- Al combinarse con el baile, estimula los sentidos, el equilibrio, y el desarrollo muscular.
- Provoca la evocación de recuerdos e imágenes con lo cual se enriquece el intelecto.

### El efecto Mozart y el efecto Tomatis
La música puede ser un vehículo para el desarrollo integral del niño que abarque las áreas cognitiva, social, emocional, afectiva, motora, del lenguaje, así como de la capacidad de lectura y escritura.
En 1993, Rauscher y colaboradores de la Universidad de California, publicaron los resultados obtenidos en una investigación realizada con grupos de estudiantes universitarios, a quienes se les expuso a escuchar durante 10 minutos una sonata de Mozart, logrando puntuaciones altas en las pruebas de habilidades visuoespaciales y cognitivas en general, así como un incremento transitorio del cociente intelectual. A este hallazgo se le denominó “efecto Mozart”. 
Estudios posteriores han demostrado que el escuchar música de Mozart desencadena cambios de conducta (en relación con estados de alerta y calma) y afectividad (induce estados emotivos).[cita requerida]
A mediados del siglo XX, el médico otorrinolaringólogo francés Alfred Tomatis, inició una propuesta de rehabilitación dirigida a personas con dificultades auditivas o de lenguaje. El método Tomatis se aplica en 200 centros. El conjunto de los facultativos que trabajan en ellos están agrupados en una asociación profesional internacional que permite regular los estándares prácticos y las normas éticas. En 2005 y 2007, el ministerio de Educación polaco ha introducido el método Tomatis en 400 escuelas para responder a todo tipo de problemas en el aprendizaje. Este modelo terapéutico consistía en la estimulación musical a través de escuchar piezas de Mozart y otros compositores clásicos, obteniendo cambios positivos en la rehabilitación del lenguaje y en el desarrollo del habla, a este efecto se le ha denominado “efecto Tomatis”. Asimismo este eminente médico, elaboró un nuevo modelo de crecimiento y desarrollo del oído humano y reconoció que el feto escucha sonidos dentro del útero materno (tales como los movimientos de la digestión, los ritmos cardíacos y la respiración de la madre). Observó también que el recién nacido se relaja cuando oye la voz de la madre.[cita requerida]

## Premios
Actualmente existen varios premios para los pedagogos y las pedagogas musicales.
Uno de los premios más prestigiosos es el premio Grammy al mejor educador musical.